# Graciela Alperyn

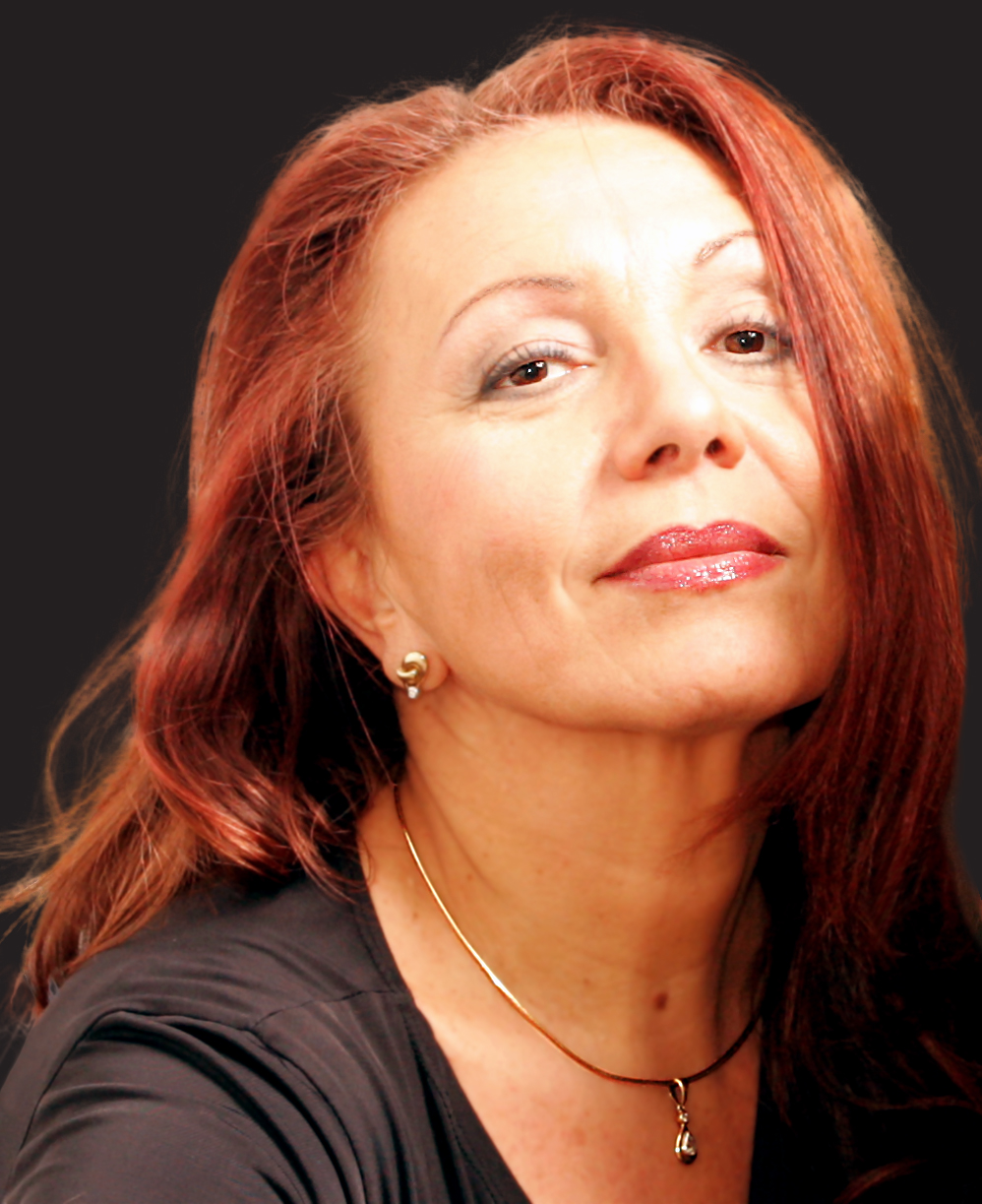
Graciela Alperyn

Graciela Alperyn (* 1955 in Buenos Aires, Argentinien) ist eine argentinisch-deutsche Opern-, Konzert- und Liedersängerin mit der Stimmlage Mezzosopran.

## Leben
Graciela Alperyn wurde in Argentinien geboren. In Buenos Aires erhielt sie durch Susana Naidich und Leo Schwarz ihre musikalische und darstellerische Ausbildung. Sie gewann mehrere Gesangswettbewerbe und wurde schon sehr früh eingeladen, am Opernhaus ihrer Heimatstadt Buenos Aires, dem Teatro Colón, als Gast zu singen. Dort erarbeitete sich die Mezzosopranistin ein umfangreiches Repertoire und ist dort auch weiterhin regelmäßig in Oper und Konzert zu hören.
Graciela Alperyn wagte 1984 den Sprung nach Europa und wurde sofort an das Musiktheater im Revier, Gelsenkirchen engagiert, dem sie zwei Spielzeiten als Ensemblemitglied angehörte. Daneben gastierte sie an verschiedenen Opernhäusern Deutschlands. Vom Musiktheater aus wechselte sie als festes Ensemblemitglied an das Hessische Staatstheater Wiesbaden.
In Wiesbaden, der Stadt, die Graciela Alperyn 1994 eingebürgert und die deutsche Staatsbürgerschaft verliehen hat, sang sie die Rollen der Rosina, Sextus, Octavian, Komponist, Fricka, Charlotte, Carmen, Dalila, Eboli und Santuzza. Bei den Internationalen Maifestspielen in Wiesbaden gab Graciela Alperyn immer wieder Liederabende mit Liedern deutscher, italienischer, französischer, spanischer und russischer Komponisten.
Innerhalb kurzer Zeit sang sie die wichtigsten Partien ihres Faches an renommierten Opernhäusern wie Hamburg, Köln, Düsseldorf, Frankfurt, Stuttgart, München, Mailand, Zürich, Oslo, Kopenhagen, Opera de la Bastille Paris, Budapest, Venedig, Bologna, Barcelona, Rio de Janeiro, Chile, São Paulo und Buenos Aires sowie bei den großen Musikfestivals im In- und Ausland.
Graciela Alperyn war als Carmen neben Neil Shicoff, Francisco Araiza und Placido Domingo zu erleben. Besonders in der Inszenierung von Jean-Pierre Ponnelle in Zürich und auch an der Bayerischen Staatsoper München (Inszenierung Lina Werthmüller) oder der Opera de Bastille in Paris konnte sie mit dieser Partie Erfolge feiern. Nach Triumphen als Dalila, Amneris und Santuzza wird sie zunehmend für Partien des dramatischen Fachs engagiert.
In den letzten Spielzeiten wirkte sie mit in Boris Godunow und gab die Klytämnestra in Elektra. 2009 sang sie unter dem Regisseur Roberto Oswald die Herodias in Salome.
Graciela Alperyn hat mehrere CDs aufgenommen, darunter die Oper Carmen und das Requiem von Verdi. Gleichermaßen erfolgreich ist ihre CD „Il Trovatore“. Bei Arte Nova erschien ihre erste Solo-CD „Graciela Alperyn: ein Portrait“. Eine weitere CD „Il Teatro Immaginario di Berlioz“ ist als Live-Mitschnitt vom Festival Berlioz aus dem Teatro La Fenice in Venedig erschienen.
Graciela Alperyn arbeitet mit Dirigenten wie James Conlon, Franz Paul Decker, Rafael Frühbeck de Burgos, Marek Janowski, Siegfried Köhler, Uwe Mund, Garcia Navarro, Ulf Schirmer, Hans Wallat und Nello Santi zusammen.

## Diskografie
- 1993 Carmen – Bizet (NAXOS)
- 1996 Messa di Requiem – Verdi (Koch Disco)
- 1998 Graciela Alperyn ist die beste aller Carmen (Reader’s Digest prämierte Wahl)
- 1999 Graciela Alperyn – Portrait (Arte Nova)
- 1999 Il Teatro Immaginario di Berlioz (MONDO MUSICA)
- 2000 Il Trovatore – Verdi (Arte Nova)

## Auszeichnungen
- Für ihre Leistungen im Jahr 2000 am Teatro Colon wurde sie von der „Music Critics Association“ von Argentinien ausgewählt als „Die beste Sängerin der Saison“.
- 3. Dezember 2008: Graciela Alperyn wird vom Distrikt Buenos Aires zur „Herausragenden Persönlichkeit“ ernannt[2]